# Dermestes reductus
Dermestes reductus is een keversoort uit de familie spektorren (Dermestidae). De wetenschappelijke naam van de soort werd in 1952 gepubliceerd door Kalík.